# يوسف بن جميل نعيسة
يوسف بن جميل نعيسة ( 25 ديسمبر 1935- 11 أبريل 2021)، هو باحث أكاديمي سوري من مواليد قرية بسنادة في محافظة اللاذقية، حاصل على دكتوراه في تاريخ العرب الحديث والمعاصر. وعضو اتحاد الكتاب العرب، وأستاذ قسم التاريخ بجامعة دمشق وضابط في القوات المسلحة السورية.

## مؤلفات
من مؤلفات يوسف بن جميل نعيسة:
- تاريخ تطور الفكر السياسي، جامعة دمشق، 336 صفحة، 1982.[5]
- مجتمع مدينة دمشق ( 1186 - 1256 هـ / 1772 - 1840 م) من جزءان، دار طلاس، دمشق، 1986، 824 صفحة - [6] دار الإعصار العلمي للنشر والتوزيع، عمان، 2017 ، (ردمك 9789957981310، وردمك 9957981315).[7]
- يهود دمشق 1772 ـ 1840، دار المعرفة، دمشق، 1988، 61 صفحة.[8]

- ثورة فيتنام من نضال الشعوب ـ (القيادة القومية).

- قطعة من تاريخ حسن آغا العبد، دراسة وتحقيق، وزارة الثقافة، 1979.[9]

- غرائب البدائع وعجائب الوقائع، دراسة وتحقيق، دار المعرفة، دمشق، 1988، 162 صفحة.[10]

- محاضرات في التاريخ العربي المعاصر، جامعة دمشق.

- تاريخ مصر والسودان الحديث والمعاصر، جامعة دمشق.

- تجارة الرقيق وآثارها الاجتماعية والديموغرافية.

- النفح الفرجي في الفتح الجته جي، دراسة وتحقيق.

- البحر الثالث: الأغاني الريفية الساحلية: لمحة تاريخية مع التوثيق والشرح و التعليق، وزارة الثقافة (سوريا)، دمشق، 2012، من جزءان.[11]
- المتغيرات التي طرأت على بلاد الشام في عهد محمد علي باشا 1821 ـ 1840م، دار الإعصار العلمي للنشر والتوزيع، عمان، 2017، 133 صفحة، (ردمك 9789957981327، وردمك 9957981323).[12]

- المرجع في وثائق تاريخية عن الشام في أثناء حملة محمد علي باشا 1247 ـ 1256هـ .
- الاندفاع العثماني في أوروبا ـ باول كولس ـ ترجمة عن الإنجليزية ـ وزارة الإعلام ـ دمشق.
- التشكيلات والأزياء العسكرية العثمانية ـ دار طلاس.